# Municipio de Richardson (Minnesota)
El municipio de Richardson (en inglés: Richardson Township) es un municipio ubicado en el condado de Morrison en el estado estadounidense de Minnesota. En el año 2010 tenía una población de 536 habitantes y una densidad poblacional de 5,71 personas por km².

## Geografía
El municipio de Richardson se encuentra ubicado en las coordenadas 46°7′4″N 93°51′40″O / 46.11778, -93.86111. Según la Oficina del Censo de los Estados Unidos, el municipio tiene una superficie total de 93.8 km², de la cual 88,51 km² corresponden a tierra firme y (5,64 %) 5,29 km² es agua.

## Demografía
Según el censo de 2010, había 536 personas residiendo en el municipio de Richardson. La densidad de población era de 5,71 hab./km². De los 536 habitantes, el municipio de Richardson estaba compuesto por el 96,46 % blancos, el 0,37 % eran afroamericanos, el 0,75 % eran amerindios, el 1,31 % eran de otras razas y el 1,12 % eran de una mezcla de razas. Del total de la población el 0,75 % eran hispanos o latinos de cualquier raza.